# Centrochir crocodili
Centrochir crocodili — єдиний вид роду Centrochir родини Бронякові ряду сомоподібних. Наукова назва походить від грецьких слів kentron, тобто «жало» та cheir, тобто «рука».

## Опис
Загальна довжина досягає 21 см. Голова коротка, масивна. верхня частина опукла. На морді є 3 пари вусиків, нижні — довші. Очі маленькі. Тулуб кремезний. Перед спинним плавцем є добре розвинена кістяна пластина. Спинний плавець має 4—5 променів з шипом на першому, з короткою основою. Уздовж бічної лінії є добре розвинені кісткові грудки, які утворюються колючими щитками. Грудні плавці широкі, з сильними шипами. Жировий плавець крихітний. Черевні плавці невеликі. Анальний плавець має коротку основу, помірної довжини. Хвостове стебло коротке, широке.
Забарвлення переважно білясте, лише плавці, бічна лінія, голова мають жовтувато-коричневий колір.

## Спосіб життя
Воліє до прісної води. Є демерсальною рибою. Активна вночі та присмерку. Вдень ховається в укриттях. Живляться водними безхребетними, дрібною рибою.

## Розповсюдження
Є ендеміком річки Магдалена (Колумбія).